# 日立製作所
株式会社日立製作所（ひたちせいさくしょ、英: Hitachi, Ltd.）は、東京都千代田区丸の内に本社を置く、日本最大の総合電機メーカー。通称は日立やHITACHI、日製（にっせい）。
日立グループの連結子会社573社を傘下に置く同グループの中核企業である。

また、春光グループの春光会・春光懇話会、旧富士銀行（現在：みずほ銀行）の融資系列からなる芙蓉グループの芙蓉会・芙蓉懇談会、旧第一勧業銀行（現在：みずほ銀行）の融資系列からなる第一勧銀グループの三金会、旧三和銀行（現在：三菱UFJ銀行）の融資系列からなる三和グループの三水会とその後身社長会である水曜会およびみどり会の会員企業でもある。
日経平均株価およびTOPIX Core30、JPX日経インデックス400の構成銘柄の一つ。

## 概要

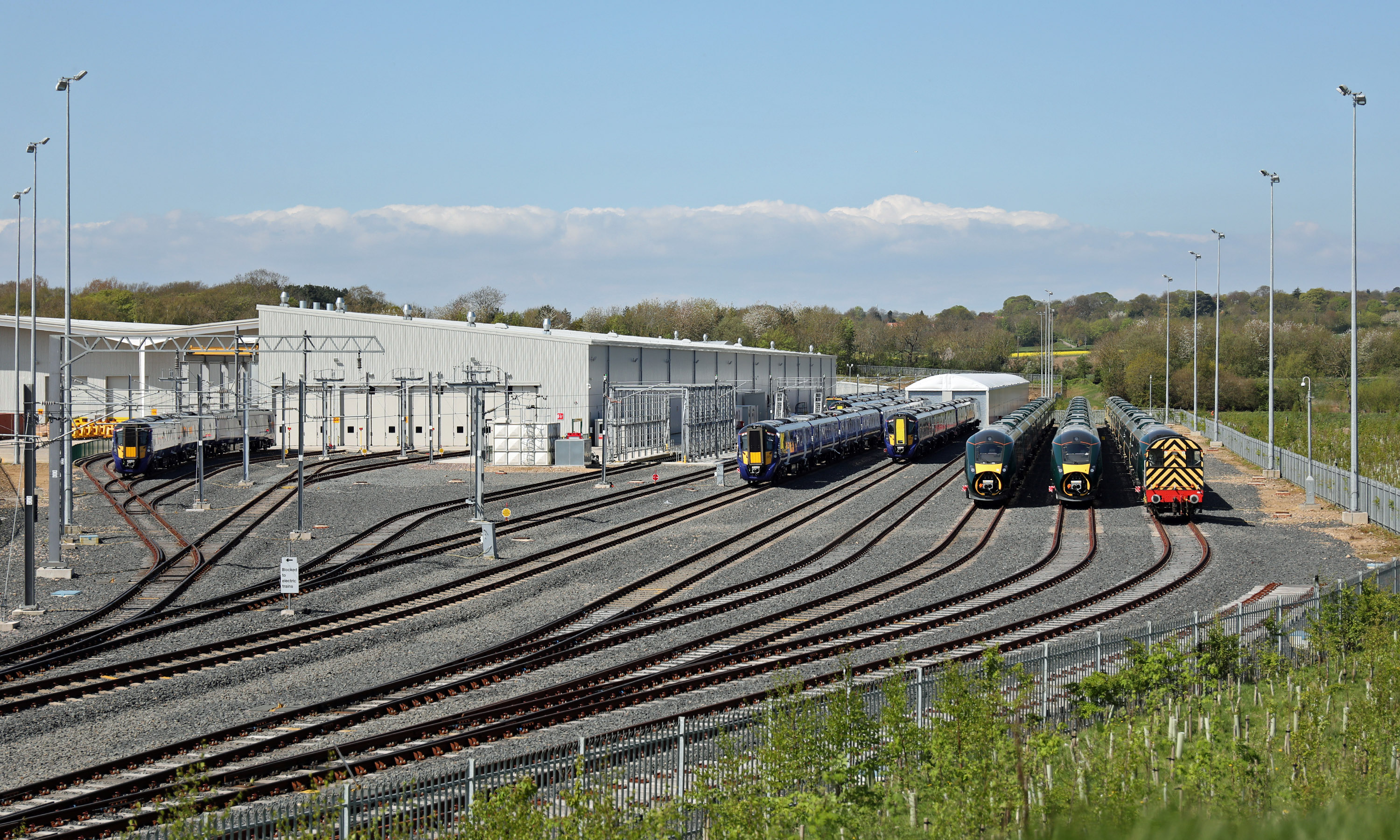
産業革命、鉄道発祥の地、英国ダラム州ニュートン・エイクリフ工場外に並ぶ385形・800/803形・08（入換機関車）

前身は、現在の茨城県日立市にあった銅と硫化鉄鉱を産出する久原鉱業所日立鉱山である。日立鉱山を母体として久原財閥が誕生し、久原財閥の流れを受けて日産コンツェルンが形成された。また、日立鉱山で使用する機械の修理製造部門が、1910年に国産初の5馬力誘導電動機（モーター）を完成させて、日立製作所が設立された。
売上高9兆7287億円、営業利益7558億円、総従業員数26万8655人は、総合電機の中で最大であり、日本の全業種中でもトヨタ自動車に次ぐ規模の従業員数を誇る巨大企業である。全世界に製造・販売拠点を広げる多国籍企業でもあり、売上の59%は日本国外からもたらされる（2021年現在）。
かつてはIT、エネルギー、インダストリー、モビリティ、ライフ、オートモティブシステム、金属、その他の8の事業から構成されるコングロマリット（複合企業体）だったが、近年日立グループの「御三家」の一角だった日立化成を昭和電工に売却（2020年4月）、日立ハイテクを完全子会社化（5月）するなど22社あった上場子会社のうち、日立グループから半数以上の12社が離脱、残る10社が完全子会社化・合併、あるいは持分法適用関連会社とし上場子会社の整理・売却を含む「選択と集中」を進めている。
グループ全体のコーポレート・ステートメントは「Inspire the Next」（インスパイアー・ザ・ネクスト）。

## 特徴

### 経営
小平浪平の創業の精神は「和・誠・開拓者精神」で、「正直なれ」を生涯のモットーとした。企業理念は「優れた自主技術・製品の開発を通じて社会に貢献する」となっている。「技術の日立」にふさわしく、創業者・小平浪平以降、歴代の社長は全て技術畑出身である。
意思決定の迅速化、経営の透明性向上を目的として、日立製作所は2004年より委員会設置会社に移行した。日立グループの上場企業も順次移行している。
2009年4月、業績悪化の責任をとり、取締役会長の庄山悦彦と代表執行役執行役社長の古川一夫が退任し、元副社長で日立マクセル（現在：マクセル）、日立プラントテクノロジーの取締役会長、元日立ソフトウェアエンジニアリング代表執行役の川村隆が代表執行役執行役会長兼執行役社長に就任。同時に、グループ会社に転出していた元副社長3名も副社長に復帰し、経営改革が進められた。
2009年ごろまでは、優良上場子会社が多く連結決算における少数持分利益が多額であった。そのため連結営業利益は数千億円の黒字でも最終利益は100億円程度の黒字もしくは赤字となることが多かったが、経営改革の結果、2018年3月期には3823億円の最終利益となっており、安定的に利益を出せる体質へ変化を遂げた。

### 日立用語
社内文章には、宛名は姓を丸括弧で囲む、課長以上は役職を表す記号を付ける、本部長以上はカタカナ2文字で略する、拝承、拝復、拝受といった略語など「日立用語」と呼ばれる独特の表記法が使われていたが、2022年ごろから使われなくなったという。

### 茨城県における日立
グループにはかつて、商社の日製産業もあった（現在の日立ハイテク）。また、「日研」は日立製作所の社内で使用する「日立研究所」の略称である。日立市内にあった旧日立工場（現在の三菱重工業日立工場）は東京ドーム約13個分の広さがあり、日立工場内で駅伝大会が開催されていた。

### 出資該当会社
- SOMPOホールディングス（旧損害保険ジャパン）
- カナデビア（旧日立造船）[注釈 2]
- ニッスイ
- ニチレイ
- リケン
- 東京モノレール
- りんかい日産建設
- クラリオン（19年1月末にフォルシアへ売却）
- 日産証券
- みずほフィナンシャルグループ（旧日本興業銀行・旧第一勧業銀行・旧富士銀行のいずれも主力取引銀行であり関係が深かった）
  - 芙蓉グループ
  - 第一勧銀グループ（第一原子力グループ・勧銀十五社会のいずれにも参加）
  - 興銀グループ
- 三菱UFJフィナンシャル・グループ（旧三和銀行は主力取引銀行、旧東京銀行（主に海外部門）・旧三菱銀行・旧東海銀行は準主力取引銀行としていずれとも関係が深かった）
  - 三和グループ
    - 三水会[注釈 3]
    - みどり会
- 常陽銀行（地方銀行であるが、上記都市銀行に並ぶ主力取引銀行である）
- 新明和工業
- 日油（旧日本油脂）
- セントラル硝子
- 堀場製作所
- ハンビットユビキタスエンターテインメント（韓国ハンビットソフト社との合同出資）
- 柏レイソル
- サンロッカーズ渋谷

## 歴史

### 歴代社長
| 代       | 氏名       | 在任期間        | 出身校                   |
| -------- | ---------- | --------------- | ------------------------ |
| 社長空席 |            | 1920年 - 1929年 |                          |
| 初代     | 小平浪平   | 1929年 - 1947年 | 東京帝国大学工学部       |
| 二代     | 倉田主税   | 1947年 - 1961年 | 仙台高等工業学校         |
| 三代     | 駒井健一郎 | 1961年 - 1971年 | 東京帝国大学工学部       |
| 四代     | 吉山博吉   | 1971年 - 1981年 | 東京帝国大学工学部       |
| 五代     | 三田勝茂   | 1981年 - 1991年 | 東京大学第二工学部       |
| 六代     | 金井務     | 1991年 - 1999年 | 東京大学工学部           |
| 七代     | 庄山悦彦   | 1999年 - 2006年 | 東京工業大学理工学部     |
| 八代     | 古川一夫   | 2006年 - 2009年 | 東京大学大学院           |
| 九代     | 川村隆     | 2009年 - 2010年 | 東京大学工学部           |
| 十代     | 中西宏明   | 2010年 - 2014年 | 東京大学工学部           |
| 十一代   | 東原敏昭   | 2014年 - 2021年 | 徳島大学工学部           |
| 十二代   | 小島啓二   | 2021年 - 2025年 | 京都大学大学院理学研究科 |
| 十三代   | 德永俊昭   | 2025年 - 現職   | 東京大学工学部           |

### 沿革

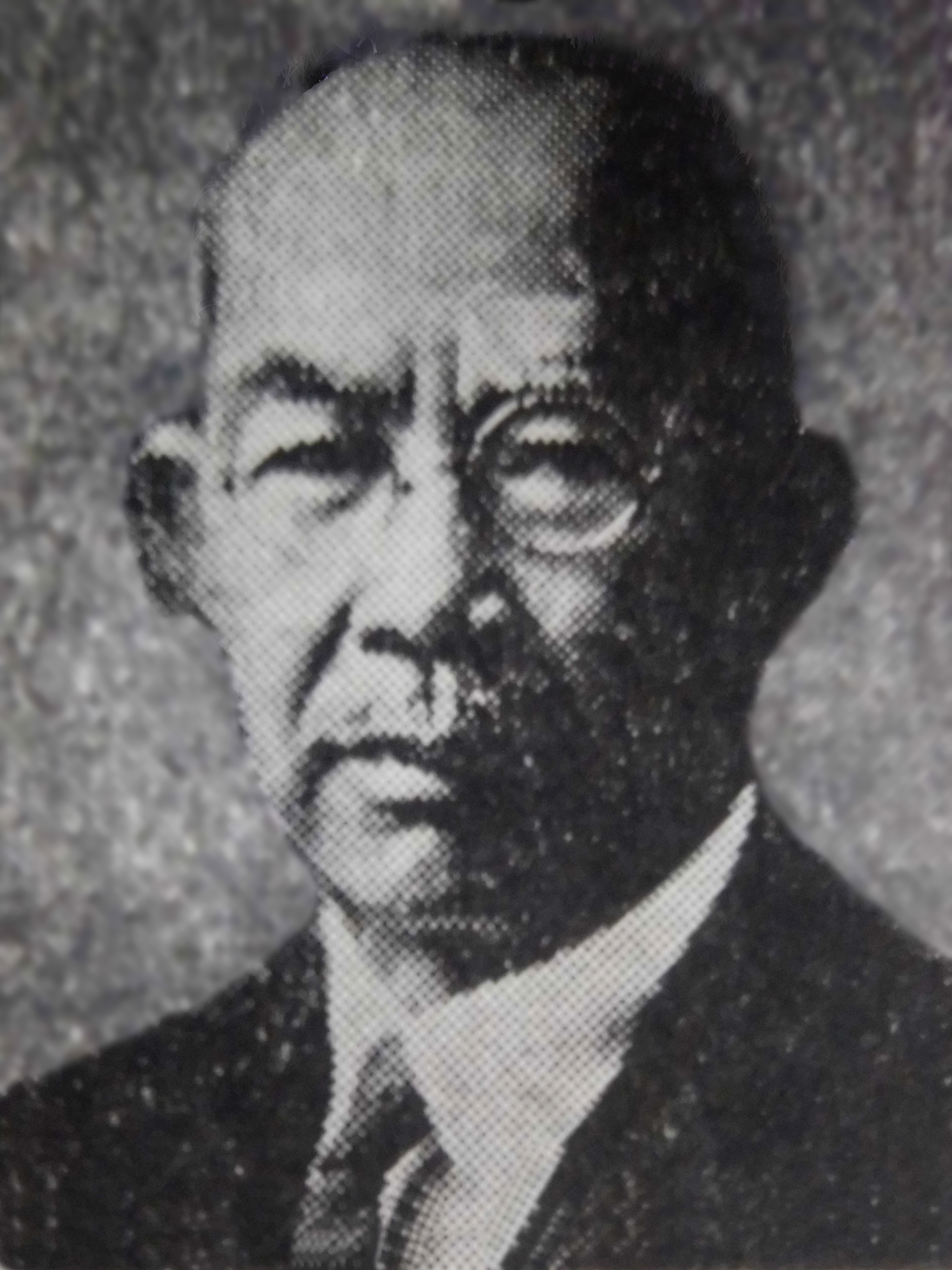
小平浪平

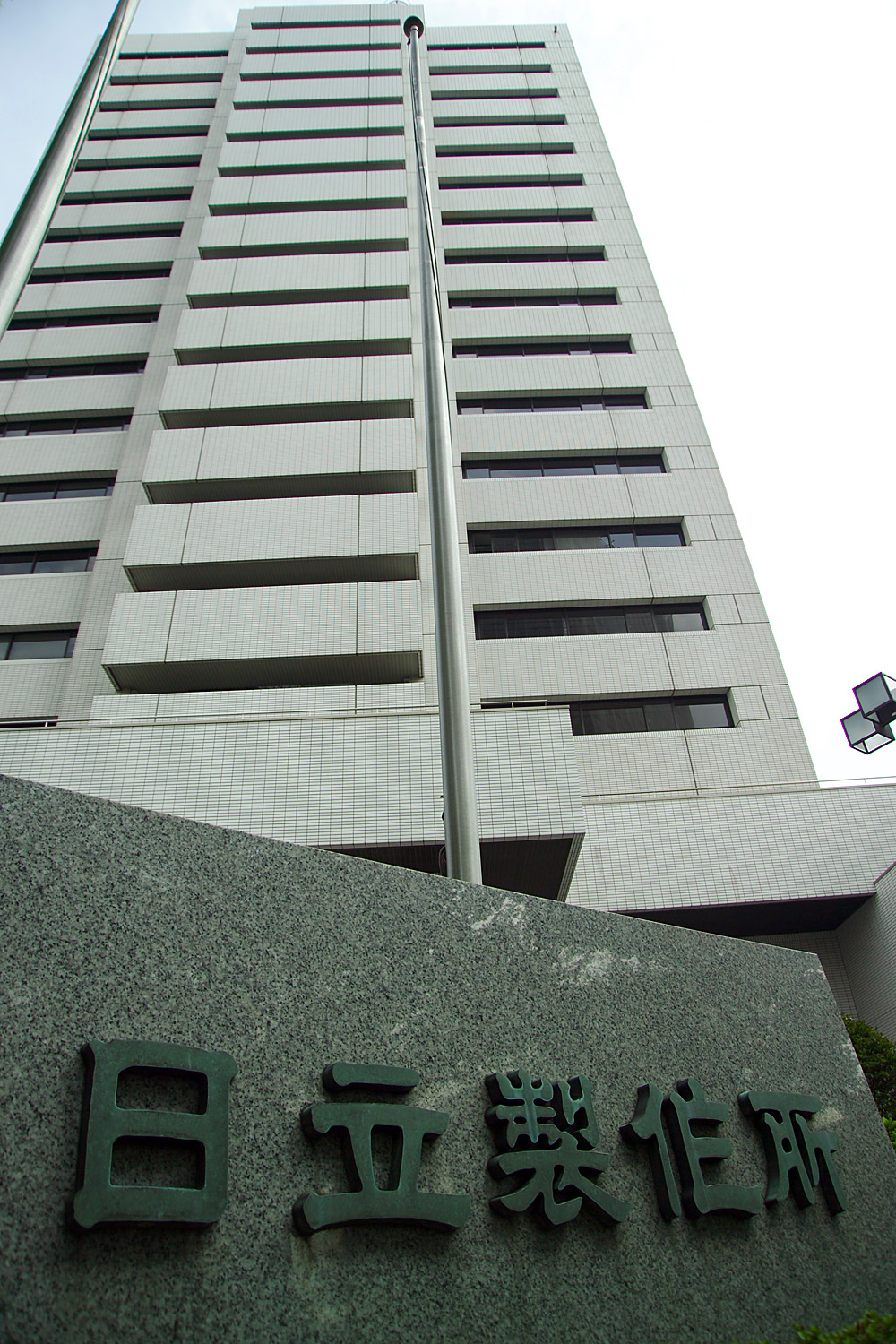
旧日立本社ビル（本社移転後は御茶ノ水セントラルビル、森トラストに売却後の2003年以降は賃貸ビルとして運用。2010年解体。跡地は御茶ノ水ソラシティ）。東京都千代田区神田駿河台

- 1906年10月：東京電燈（現在の東京電力ホールディングス）の小平浪平が久原鉱業所（日産グループの前身、日本鉱業などを経て現在のENEOSホールディングス）日立鉱山に工作課長として入社。これは前年に日立鉱山を設立していた久原房之助の招請によるものである。
- 1908年12月：茨城県多賀郡日立村大雄院に鉱山機械の修理工場を建設。同工場が日立創業の地とされる。
- 1910年
  - 7月16日：創業。
  - 国産第1号の5馬力誘導電動機を3台製作。
  - 徒弟養成所（現在：日立工業専修学校）創立。
- 1911年：日立鉱山から独立し、久原鉱業所日立製作所とする。
- 1912年：日本初の鉄筋コンクリート造の水力発電所・石岡発電所竣工。
- 1918年
  - 久原鉱業所佃島製作所を合併、日立製作所亀戸工場とする。
  - 本社を東京へ移転（久原鉱業所日立製作所を日立製作所日立工場とする）。
- 1919年
  - 11月14日 - 大物工場全焼。経営危機に瀕する。
- 1920年
  - 株式会社日立製作所として完全独立。
  - 久原の経営する日本汽船から笠戸造船所を買収、電気機関車製造に着手。
- 1924年：大型電気機関車ED15完成。翌1925年、鉄道省に納入。
- 1926年：扇風機30台を米国へ輸出。
- 1927年
  - エレベーター製造に着手。
  - 電気冷蔵庫の開発に成功。
- 1931年：昭和肥料（現在：昭和電工）の依頼により、アンモニア製造用10000A水電解槽を製作。
- 1932年：エレベーター第1号機を東京電気（現在：東芝）に納入。
- 1937年：国産工業（現在：日立金属の前身企業）と合併。
- 1939年：日立研究所が日立工場から独立。
- 1946年：昭和天皇が日立製作所海岸工場に行幸（昭和天皇の戦後巡幸）[26]。
- 1947年：小平浪平が公職追放指定され社長を辞任。後任に倉田主税が就任。
- 1950年：5555人の整理解雇を発表。4工場の従業員がストライキを行う[27]。
- 1951年：小平浪平が公職追放指定解除を受け相談役に就任。同年10月死去。
- 1954年：国産第1号の大型ストリップミル完成。
- 1956年：日立金属、日立電線分立。
- 1958年：6石トランジスタ超小型ポータブルラジオを開発。
- 1959年
  - トランジスタ電子計算機「HITAC 301」を開発。
  - 国鉄と共に開発の座席予約システムMARSの初号モデルMARS1が完成。
- 1961年：全自動洗濯機を開発。
- 1963年：日立化成工業（現在：日立化成）分立。
- 1964年：東京モノレール羽田線向け車輌を製造。
- 1969年：日立建設機械製造（現在：日立建機）分立。
- 1970年：世界初の列車運行管理システム（PTC）「新幹線運行管理システム（COMTRAC）」の開発に成功。
- 1977年：新型転換炉原型炉「ふげん」竣工。
- 1979年：大型汎用コンピュータ「HITAC M-200H」を開発。
- 1983年：御茶の水駅前に地上20階地下3階建ての本社ビル竣工。新丸ノ内ビルヂング内から本社を移転。
- 1984年：256kビットDRAMの量産開始。
- 1989年：DDIセルラーグループ（現在：KDDI au）にTACS方式の携帯電話HP-401を供給。
- 1990年：大型汎用コンピュータ「HITAC M-880プロセッサグループ」を開発。
- 1991年：創業81年を機にロゴマークを一新。
- 1995年
  - 日立家電を吸収合併。
  - デジタル衛星放送用の暗号アルゴリズム「MULTI2」を開発。
  - IDO（日本移動通信）（現在：KDDI au）にPDC方式の携帯電話D317を供給。
- 1996年：次世代型列車運行管理システムATOSをJR東日本と共同で開発。
- 1997年：DVD-RAM（記憶容量4.7ギガバイト）の基本技術開発に成功。
- 1999年
  - 事業グループを再編し、カンパニー制を導入。
  - NECとの合弁会社「NEC日立メモリ」（現在：マイクロンメモリジャパン）を設立。
- 2000年：LG電子との合弁会社、日立LGデータストレージを設立。
- 2001年
  - 7月1日：富士電機および明電舎との共同出資により日本AEパワーシステムズを設立[28]。
- 2002年
  - 産業機器グループを分離、日立産機システム創業。
  - 家電グループを分離、日立ホーム&ライフソリューション（現在：日立グローバルライフソリューションズ）創業。
  - 0.3mm角の非接触ICチップ「μチップ」を開発。
- 2003年
  - 1月1日：IBMのハードディスク事業部門を買収し、日立グローバルストレージテクノロジーズを設立。
  - 4月1日：三菱電機との合弁会社「ルネサステクノロジ」を設立。
- 2004年
  - 4月1日：カシオ計算機との合弁会社「カシオ日立モバイルコミュニケーションズ」を設立。
  - 6月：監督・執行の分離を徹底する委員会等設置会社に移行。
  - 10月1日：オムロンとの合弁会社日立オムロンターミナルソリューションズ・日本電気との合弁会社アラクサラネットワークスを設立。

- 2005年
  - 愛知万博に出展。
- 2006年
  - 本社を日本生命丸の内ビル内に移転。

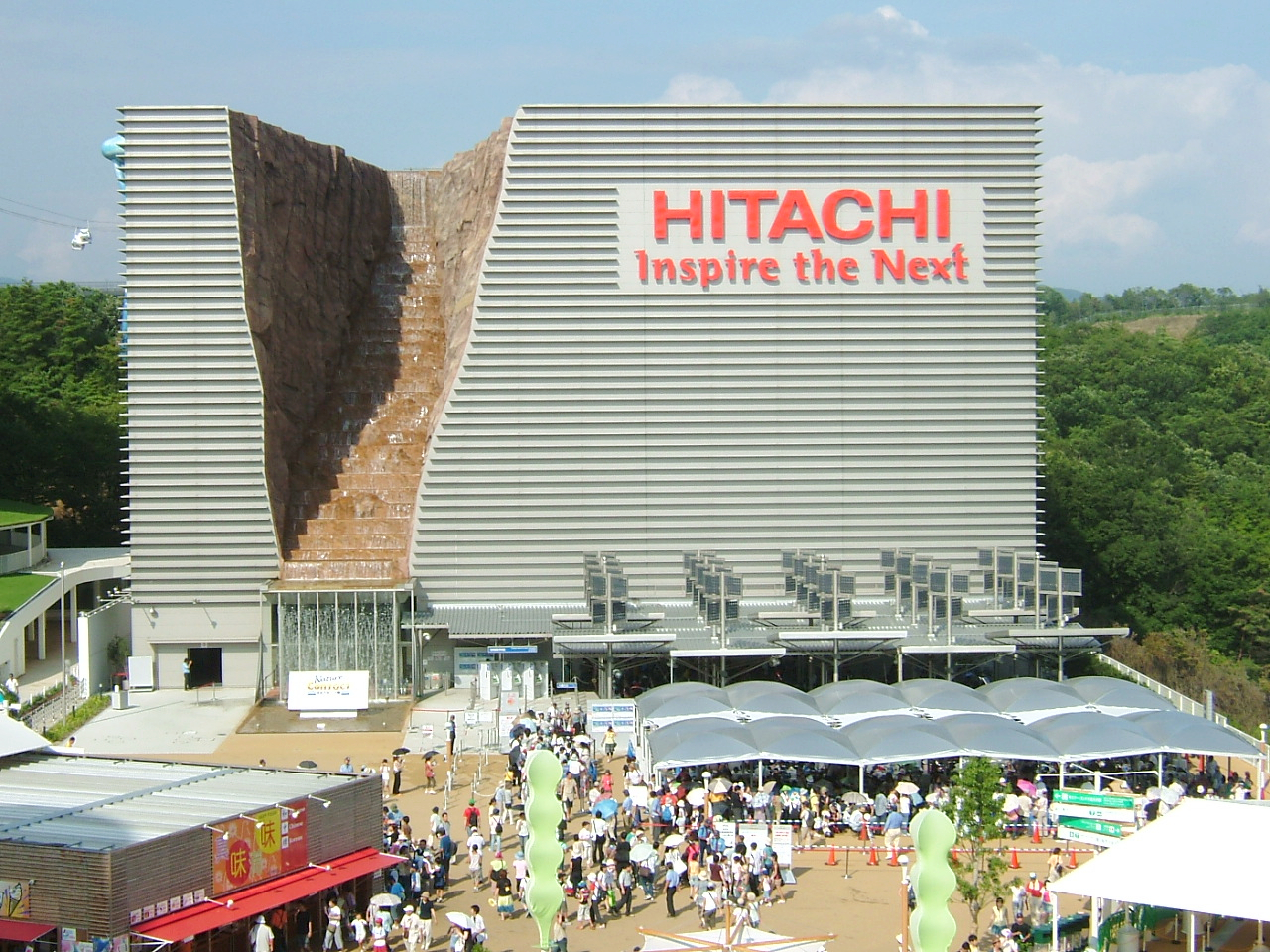
愛知万博での日立グループパビリオン

  - KDDI auにワンセグ対応としては2番目の携帯電話W41Hを供給。
- 2007年
  - 小型モータを扱っている連結子会社の日本サーボの株式を日本電産（現在：ニデック）への売却を発表。
  - 8月：世界初のフルハイビジョンBlu-ray Discビデオカメラ「BDカムWooo」・8cmのBD-R、REメディアを発売。
  - 10月：個人向けパソコンからの撤退を発表。
- 2008年
  - 環境goo大賞2008において、企業部門で「環境goo大賞」を受賞。
- 2009年：日立オートモティブシステムズを分立。
  - 9月：2009年度の「ダウジョーンズ・サステナビリティ・インデックス（Dow Jones Sustainability Index）」の構成銘柄317社の一社に選定される。
- 2010年
  - 4月14日：「英国High Speed 1路線向け高速鉄道車両（Class395車両）の開発」で第39回日本産業技術大賞「内閣総理大臣賞」を受賞。
  - 5月6日：特定非営利活動法人 日本マザーズ協会が主催する「第3回ベストマザー賞」にて、企業部門賞を受賞。
  - 6月22日：三菱重工との海外向け鉄道システム事業における協業で基本合意したと発表。
  - 10月5日：ミッドレンジディスクアレイ「AMS2500」がグリーンIT推進協議会の「グリーンITアワード2010」のグリーンIT推進協議会 会長賞を受賞。
- 2011年
  - 3月7日：HDD事業をウェスタン・デジタルに売却することを発表[29]。
  - 8月4日：三菱重工業と三菱電機と水力発電事業を統合し、10月1日付で新たに日立三菱水力株式会社が誕生することを発表。
  - 9月8日：米子会社を通じて外部記憶装置（ストレージ）事業会社の米ブルーアークを買収したと発表[30]。
  - 10月5日：米子会社日立データシステムズ社を通じて南アフリカ共和国のIT機器販売・サービス会社ショウデンデータシステムズ社を買収したと発表[31]。
  - 10月17日：中国国家発展改革委員会の指導のもと重慶市と資源循環・低炭素経済分野における協力について合意[32]。
- 2012年
  - 1月23日：1956年より続けてきたテレビの自社生産を本年9月30日限りで終了する旨を公式発表（日立ブランドのテレビ販売・開発は10月1日以降も継続されるものの、製造は海外メーカーへ委託）。
  - 4月1日：日本AEパワーシステムズの合弁解消[33]。
  - 11月29日：三菱重工業と、火力発電とその関連事業を統合することを発表[34]。その後2014年2月1日に三菱日立パワーシステムズ株式会社（現在：三菱パワー株式会社）が設立された。
- 2013年
  - 4月1日：完全子会社の日立プラントテクノロジーを吸収合併[35]。
- 2015年
  - 2月11日：日立の子会社である米Hitachi Data Systemsが、ビッグデータ利活用を事業とする米Pentaho社を買収。
  - 2月24日：イタリアのフィンメッカニカの鉄道事業である「アンサルドブレーダ」、「アンサルドSTS」の買収を基本合意したと発表[36][37]。買収額は約2,500億円[36][37]。
  - 9月15日：日本の企業としては2社目の企業名型gTLD「.hitachi」の運用を開始[38]。
- 2016年
  - 4月1日：日立メディコ（現在：日立ヘルスケア・マニュファクチャリング）及び日立アロカメディカルの両社の製造部門以外を会社分割により継承。
  - 5月10日：日立、米国日立データシステムズ社、米国日立コンサルティング社などの出資のもと、IoTプラットフォームLumada開発チームとなるHitachi Insight Groupが活動開始。
  - 5月10日：IoTプラットフォームLumadaのサービス提供を開始。
  - 5月19日：日立物流の保有株式の一部をSGホールディングスに譲渡し、連結から除外[39]。
  - 10月3日：金融サービスを構成する日立キャピタルの保有株式の一部を三菱UFJフィナンシャル・グループなどに譲渡し、連結から除外[40]。
- 2017年
  - 3月29日：日立工機の保有全株式（間接保有含む）をコールバーグ・クラビス・ロバーツ（KKR）傘下のHKホールディングスに譲渡[41]。
  - 9月19日：Hitachi Data Systems、Pentaho、Hitachi Insight Groupを統合し、産業IoTの新会社Hitachi Vantaraを設立。
  - 12月1日：茨城県北部で乗合バス事業などを手掛けている日立電鉄交通サービスの保有全株式をみちのりホールディングスへ譲渡し、連結から除外[42][43]。
- 2018年
  - 4月3日：情報関連機器を生産する子会社、日立情報通信マニュファクチャリングの株式の97％をユー・エム・シー・エレクトロニクスに譲渡することを発表[44]。7月2日、UMC・Hエレクトロニクス株式会社となる。
  - 9月25日：Woooブランドのテレビの国内販売を終了させることを発表[45]。10月に販売停止[46]。
  - 12月18日：日立化成の全株式をTOB（株式公開買い付け）で昭和電工に、併せて画像診断機器事業を富士フイルムホールディングスに売却すると発表[47]。
- 2019年
  - 4月1日：4月1日付で欧州の以下の鉄道部門各子会社を商号変更。
    - 日立レール・ヨーロッパ（Hitachi Rail Europe Ltd.）→日立レール・リミテッド（Hitachi Rail Ltd.）[48]
    - 日立レールイタリア（Hitachi Rail Italy S.p.A.）→日立レールS.p.A（Hitachi Rail S.p.A.）[49]
    - アンサルドSTS（Ansaldo STS S.p.A.）→日立レールSTS（Hitachi Rail STS S.p.A.）[50]
- 2020年
  - 4月21日：昭和電工が、日立化成へのTOB（株公開買い付け）が成立したと発表。日立化成は4月28日付で日立製作所の子会社でなくなり、昭和電工の傘下に。
  - 12月16日：日立グローバルライフソリューションズの海外事業の株式60％をトルコのアルチェリクに譲渡することで合意。
- 2021年
  - 3月31日：GlobalLogicを85億ドル（約9180億円）で買収すると発表した[51]。
  - 8月4日：フランスのタレス・グループから鉄道信号部門（en:Thales Rail Signalling Solutions）を16.6億ユーロ（約2150億円）で買収すると発表[52][53]。
- 2022年
  - 8月23日：日立建機の約51％を保有する株式26%分について、伊藤忠商事と日本産業パートナーズが共同出資するHCJIホールディングスに売却した。これにより日立製作所の連結子会社から外れて持分法適用関連会社となる[54]。
  - 9月30日：連結子会社である日立エナジーについて、ABBの保有株である19.9％を取得し、完全子会社化することを発表[55]。
  - 10月、日立金属を米投資ファンドベインキャピタル、日本産業パートナーズ（JIP）などのファンド連合へ売却（現・プロテリアル）[56]。
  - 10月18日：日立レールのアメリカ・メリーランド工場を着工[57]。
  - 11月、日立物流を米投資ファンドKKRを売却[58]（現在：ロジスティード）。
- 2023年
  - 11月17日：日立・ファーストグループがパートナーシップ契約の締結を発表。英国の電動モビリティの普及を加速するため蓄電池を調達する合弁会社を設立するほか、バスの充電残量などを管理するシステムを提供する[59]。
  - 12月20日：2024年1月15日に生誕150周年を迎える創業者小平浪平の精神を未来の課題解決へ繋げる「小平浪平生誕150周年記念プロジェクト」を始動[60]。
- 2024年
  - 4月1日：日立製作所のヘルスケア事業本部を会社分割により、日立ハイテクに承継[61]。ITプロダクツ部門を「日立ヴァンタラ」として分割[62]。
  - 4月1日：フランスのタレスの鉄道信号事業を買収完了[63]。

## 事業部門
デジタルシステム&サービス（日立ヴァンタラ）、グリーンエナジー&モビリティ、コネクティブインダストリーズの事業体制をとる。かつては、IT、エネルギー、インダストリー、モビリティ、ライフ、オートモティブシステム、金属、その他の8の部門から構成されていた。
関連項目：日立グループ、Category:日立グループ。

### ITセグメント
「お客様との協創による社会イノベーション事業への貢献」を事業方針として、システムインテグレーション、情報処理機器および通信機器などの開発（製造からは撤退）を行う。
情報機器は、IBM互換の大型汎用機（ハードはIBMが提供）、PCサーバ・Unixサーバや超並列スーパーコンピュータ（IBMと協業のSRシリーズ、2022年9月末でウェブページ閉鎖）、産業用パソコン、ディスクアレイ装置を手がける。特に、IoTと連携するデータインフラストラクチャー需要に対応し、ストレージとハイブリッドクラウドコンピューティング関連事業を強化している。オフィス用パソコンは、HP社よりOEM提供のフローラシリーズが2017年に生産中止となった。
通信機器は、富士通やNEC、沖電気工業とともに、いわゆる電電ファミリーの一角として、グループ企業を含めNTTグループに交換機などの通信機器を納入しているが、沖電気と共に中堅の地位にある。金融機関向けのATM製造は、合弁で2004年10月に日立オムロンターミナルソリューションズを設立し分社化されたが、オムロンの全株式を取得し、現社名は日立チャネルソリューションズである。
日立ソリューションズ、日立システムズは、システムインテグレーターとして、情報システムの開発やアウトソーシングの受託を行う。3万2,140名の従業員を抱える。関連企業に日立国際電気など。

### エネルギーセグメント
発電機、変圧器や電力設備を製造するほか、国内における3つの原子炉製造メーカーの一つであり、GEから技術導入した沸騰水型原子炉を東芝と共に東京電力を始めとする電力各社に納入している。重電および交通関係者の間では「紳士（または殿様）の三菱重工」「商人（または侍）の東芝」に対して「野武士の日立」として、それぞれ企業としてビジネスにおける意欲や積極性などの社風を物語るもので、日立が最も積極的な事を表す。原子力発電についてはGEとの事業統合（日立GEニュークリア・エナジーを設立）を行っている。
蒸気タービンや大型ボイラーは、三菱重工業との合弁会社であった三菱日立パワーシステムズ（現在は三菱重工業の完全子会社の三菱パワー）に、その後三菱重工業に移管された。
2012年に富士重工（現在：SUBARU）から風力発電機事業を買収し、主に陸上に設置する出力2000kWと、洋上向けの5000kWの2種類の風力発電機を開発・生産しているが、すでに新規の受注活動を停止しており、契約済みの製品の生産が終わり次第、埠頭工場（茨城県日立市）での風力発電機の生産を止める見通しで、風力発電機の生産から撤退することになった。今後は子会社が提携する独メーカーの風力発電機の販売と、保守や運転支援などのサービス事業に軸足を移す。
2020年7月、スイスの大手電機メーカーABBのパワーグリッド部門を買収し日立ABBパワーグリッド（現在：日立エナジー）を設立。買収金額は68億5000万米ドル（約7400億円）。ABBのパワーグリッド事業が世界首位の規模であったことから、この買収により、日立の送配電事業は世界首位の規模となっている。

### インダストリーセグメント
主な製品・サービスとして産業・流通ソリューション、水ソリューションを扱う。子会社の日立インダストリアルプロダクツにて、産業用機器を扱っている。

### モビリティセグメント
ビルシステムおよび鉄道システムを扱う。

#### ビルシステム

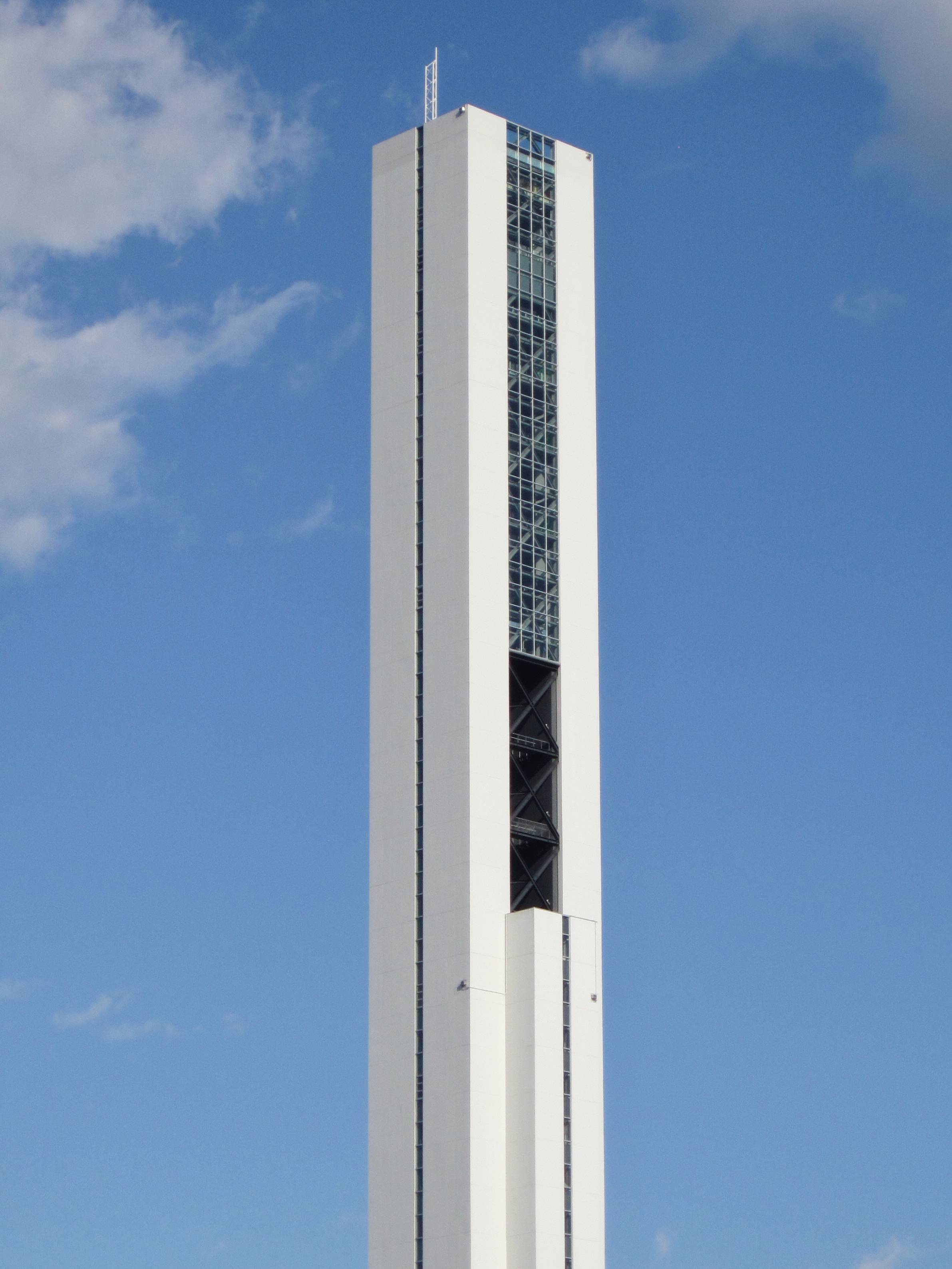
グローバルナンバーワンを目指して建設されたG1TOWER

昇降機（エレベーターやエスカレーター：関連会社の日立ビルシステムを扱う。2014年に開発部署と海外市場を除き全面移管）2010年には茨城県ひたちなか市に世界一の高さ213.5メートルのエレベータ研究塔「G1TOWER」を建設した。エレベーターの国内シェアは2位。なお、海外市場が日立本体に残されたため、日立本体も日本エレベーター協会の会員である。

#### 鉄道システム
鉄道車両や、これに搭載される電気機器、送電設備、座席予約・発券システム、信号・中央指令などの運行管理システムまで、鉄道に関わるもの全てを作ることができる世界で唯一の会社とされる。山口県下松市の笠戸事業所では鉄道車両の生産を行い、特に新幹線車両については、国鉄からJR化後にかけて、E3系を除く全ての営業車両の受注製造実績を持つ。かつては水戸工場でも電気機関車生産していたが撤退しており、現在では電気機器の生産のみを行っている。
国鉄時代から導入し、JR全社で使用している座席予約・発券システム「マルス（MARS）」は日立製作所の製品である。
英国に本部があり、日立製作所グループの鉄道車両組み立て工場である、ダラム州のニュートン・エイクリフ工場がある。
1978年に山口百恵が国鉄キャンペーンソング『いい日旅立ち』をリリースする際、国鉄の券売機システムを使用していた日本旅行とともに、国鉄の車両を製造していた日立製作所がスポンサーになった。タイトルは両社の社名にちなみ、「いい日旅立ち」「いい日旅立ち」と社名を忍ばせている。

### ライフセグメント
半導体製造装置、医療機器などのヘルスケア事業、家電などの生活・エコシステム事業を扱う。

#### 半導体製造装置
子会社の日立ハイテクがグループの半導体製造装置事業を担う。

#### ヘルスケア
2016年に製造部門以外を本体が継承した旧日立ヘルスケア・マニュファクチャリングは、渋谷レントゲン製作所、大阪レントゲン製作所などの買収を通じて成長した総合メーカーで、キヤノンメディカルシステムズや島津製作所と競合する。日製産業が改称した日立ハイテクは、販売・営業を扱う商社として機能しているだけでなく、自身も電子部品・半導体の製造装置を製造している。

#### 生活・エコシステム
冷蔵庫、洗濯機などの白物家電や空調システム製品、LED照明、住宅用太陽光発電システムなどの環境ビジネス製品を扱う。
2019年4月1日に冷蔵庫、洗濯機などの家電製品（白物家電）の製造・販売を手掛ける日立アプライアンス・美容系家電やシェーバーなどの販売を手掛ける日立コンシューマ・マーケティングが合併し、日立グローバルライフソリューションズが発足した。2020年12月16日には、日立グローバルライフソリューションズの海外事業の株式60％をトルコのアルチェリクに譲渡することで合意。2021年春に日立グローバルライフソリューションズとアルチェリクの合弁会社を設立する予定。
なお、日立コンシューマ・マーケティングが取り扱っていたWoooブランドのテレビの国内販売は2018年10月をもって終了し、地域家電店日立チェーンストールではソニーの薄型テレビ「BRAVIA」が販売されている。
ルームエアコンなどの空調機器は日立ジョンソンコントロールズ空調にて生産されている。
2016年3月期現在、売上高に占める比率は6%、1万1997名の従業員を抱える。

### オートモティブシステムセグメント

#### 自動車部品
オートモーティブシステム分野では、歴史的な経緯（日産コンツェルン）において日産自動車と関係が深く、日産系の有力部品メーカーであるユニシアジェックスを子会社化した後、同社のオートモーティブグループへ統合したり（現在は同グループ傘下のJECSとして再分社化）、従来から日立グループの企業であったトキコを、オートモーティブグループへ統合するなど、日産と組んで系列自動車部品メーカーの子会社化や事業統合を進めている。2021年、日立オートモティブシステムズが本田技研工業系のケーヒン、ショーワ、日信工業と経営統合し日立Astemo（現・Astemo）となった。日立は株式の40%を保有。
同社の自動車用電子制御技術は実績があり、スカイラインGT-Rの4WDシステム（ATTESA E-TS）やアウディのクワトロシステム、マーチやティーダ、マツダ・デミオなどのe-4WDシステムなども、同社の製品である。
売上高に占める比率は9%、3万594名の従業員を抱える。

### その他

#### コンサルティング事業
コンサルティング事業の集約を行い、日立コンサルティングを設立した。日立グループ以外でも、IBMのPwCC買収（日本ではIBMビジネスコンサルティングサービス設立）、NECのアビームコンサルティング、富士通の富士通総研など、電機メーカーがコンサルティング事業を集約する動きが活発化している。
アビームコンサルティング、アクセンチュアに続いて日本国内3番目にSAP認定コンサルタントの資格保有者数が多い。

### 中央研究所
日立製作所中央研究所は、東京都国分寺市東恋ヶ窪に所在する。1942年（昭和17年）4月、小平浪平により創立。茨城県日立市の日立製作所では工業に直結した研究を行ってきたが、未来を見据えた基礎研究を行う研究所として新設された。用地の選定には苦労があったが、都心に近くかつ閑静な場所として国分寺が選ばれ、当時はまだ人家もまばらであった武蔵野の森の中に中央研究所が開所した。
日本国内に3箇所ある日立製作所の研究所では最大規模で、約900人の研究者が幅広い分野の研究を行っている。2019年4月11日には、中央研究所内に新たな研究施設「協創の森」を開設し、国際会議場「日立馬場記念ホール」も設置。産官学連携などを通して外部に開かれた場所とする方針を示した。
1970年代には厳密に評価を数値化したため研究業績が落ちた。そのため現在では研究開発テーマの評価手法としてポートフォリオ・メソッドを使っている。
情報、エレクトロニクス、ライフサイエンスの3分野が柱である。主な業績としては、初の国産大型計算機「HITAC 5020」（1964年）、世界初の個体撮像素子（1978年）、64キロビットDRAM（1980年）、電子線ホログラフィー技術、スーパーコンピュータ「HITAC S-810」（1982年）、超伝導トランジスタ（1986年）、DNA高速解析技術（神原秀記ら、1993年）、垂直磁気記録方式（2000年）、指静脈認証技術（2000年 - ）などの開発である。

#### 日立製作所におけるモーター事業
日立鉱山で使う電動機（電動モーター）の修理事業が同社の源流となったためか、モーター事業は同業の東芝や三菱電機と肩を並べるブランドの一つとなっていた。そのため、同社の異名として「モートル（モーター）の日立」とも呼ばれ、多くの技術者や電器店に浸透していた。
モーターは現在、日立インダストリアルプロダクツ、日立産機システムなどの子会社が生産している。

### 撤退・縮小した事業

#### 金融サービス
日立キャピタル、日立保険サービスを通じて、自社製品を利用したリース事業や、住宅ローン、自動車ローン、クレジットカード事業を営んでいた。売上高に占める比率は3%、4685名の従業員を抱えていた。2016年10月に、三菱UFJフィナンシャル・グループが株式の23.1%を、三菱UFJリースが株式の4.20%（いずれも議決権所有割合）を、それぞれ日立製作所から取得した。これにより日立製作所の子会社ではなくなり、同社及び三菱UFJフィナンシャル・グループの持分法適用関連会社となった。

#### 物流サービス
日立物流は、システム物流・国際物流の両分野において業績を伸ばしていた。海外の販売子会社は営業拠点を拡大しており、日立グループの売上高に占める海外部門の比率は毎年増加していた。売上高に占める比率は9%、3万4700名の従業員を抱えていた。2016年3月、SGホールディングス及び佐川急便と資本業務提携契約を締結。5月に親会社であった日立製作所がSGホールディングスに株式を譲渡し、両社の持分法適用関連会社となった。 

#### コンポーネント・デバイスなど
2012年3月期まで、ハードディスクドライブ（HDD）、液晶ディスプレイ、情報記録媒体、電池などの事業をコンポーネント・デバイスとして区分していたが、HDD事業・液晶ディスプレイ事業の売却により、2012年4月から当区分は廃止された。
IBMのHDD事業を買収した「日立グローバルストレージテクノロジーズ」は全世界的に高いシェアを有していたが、発足当初は営業赤字が続き、再建が急務となっていた。その後業績は持ち直したものの、2012年3月、同社をWestern Digitalに売却。社名もHGSTに変更された。
液晶ディスプレイ事業は液晶テレビ向けの大型液晶から撤退し、日立ディスプレイズにより携帯電話やアミューズメントを中心とする中小型液晶に特化して製造を続けていた。しかし2012年4月、ソニー・東芝と中小型ディスプレイ事業を経営統合。産業革新機構が大株主となるジャパンディスプレイの傘下に入った（2013年4月に旧日立ディスプレイズはジャパンディスプレイに合併）。
プラズマディスプレイ事業については、富士通と共同出資した富士通日立プラズマディスプレイに移管しソニーや三洋電機へもパネルを供給していた。2005年2月、プラズマディスプレイの開発面において松下電器（現在：パナソニック）と提携することを発表した。部品関連の共同開発や原材料の共同調達、並びに特許管理会社を松下と合弁で設立する計画であった。同社は2008年4月1日付で「日立プラズマディスプレイ」に商号変更してプラズマディスプレイパネルを生産していたが、2009年度からはプラズマパネルの生産から撤退し、日立は回路の生産とテレビセットの組み立てのみを行っていた。

##### 半導体
かつては半導体メーカーとしても知られて、一時はDRAM・組み込みプロセッサの世界最大手メーカーでもあった。21世紀に入ると、半導体メモリの事業は日本電気との合弁であるエルピーダ（現在：マイクロンメモリジャパン）に、システムLSIの事業は三菱電機との合弁であるルネサステクノロジに移管した。なお、ルネサステクノロジは2005年の売上高では全世界7位に位置し、2010年にNECエレクトロニクスと合併したことでルネサスエレクトロニクスとなった。
パワー半導体の事業はグループ会社の日立パワーデバイスが行っている。

#### デジタルメディア・民生機器
2014年4月1日より生活・エコシステムに変更され当区分は廃止された。当区分に含まれていた日立エルジーデータストレージ、日立コンシューマエレクトロニクス、日立メディアエレクトロニクスは「その他（物流・サービス他）」に区分された。
2014年3月まで子会社であった日立マクセル（現在：マクセル）は、カセットテープ、MD、DVD-Rなどの磁気ディスクや光ディスク記録媒体も手がけ、自社ブランドのみならずOEM販売も行っていたが、現在では光ディスクの自社生産からの撤退と生産委託をし「maxell」ブランドで販売のみ行っている。
携帯電話はDDIセルラーグループにHP-401、IDOにD317（DDIセルラーの「HD-40H」と同等）を供給して以来、KDDI/沖縄セルラー電話のauブランドのみに供給していた。開発・設計についてはカシオ計算機と合弁会社カシオ日立モバイルコミュニケーションズ（後にNECモバイルコミュニケーションズへの改称を経て親会社のNEC本体へ吸収された）を設立し、事業を移管した。統合後のソフトウェアの設計はカシオ製品を継承したが、製造・販売は日立製作所で行われていた（2009年夏モデルの「Mobile Hi-Vision CAM Wooo」（HIY01）より日立コンシューマエレクトロニクスが製造・販売していたが、2010年夏モデルの「beskey」（HIY02）を以って完全撤退）。なお、国際電気（現在：日立国際電気）はNTTドコモ向けに供給したことがある。PHSはNTTパーソナル・アステルグループに供給していた。

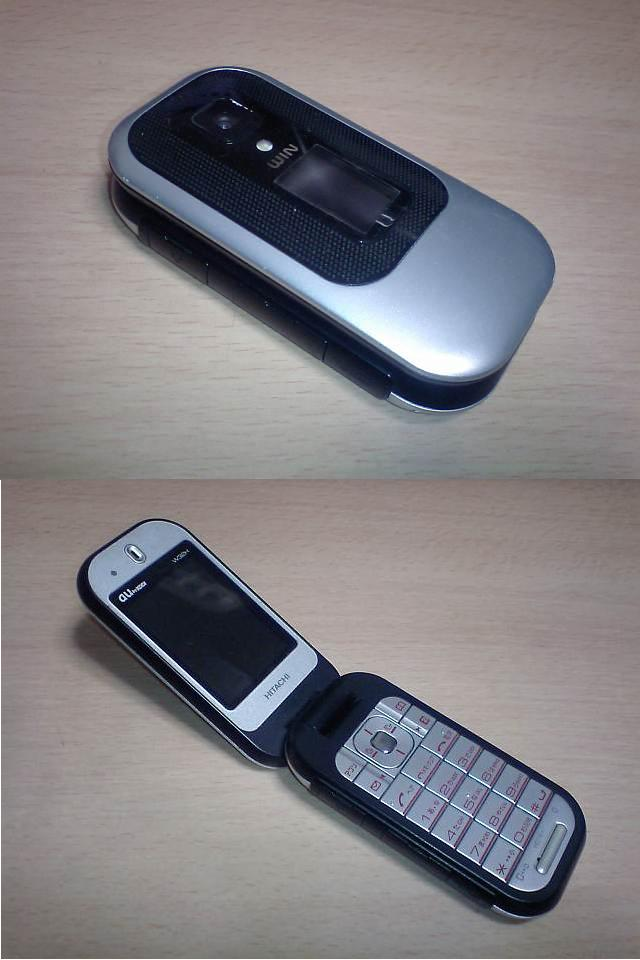
au W32H 携帯電話
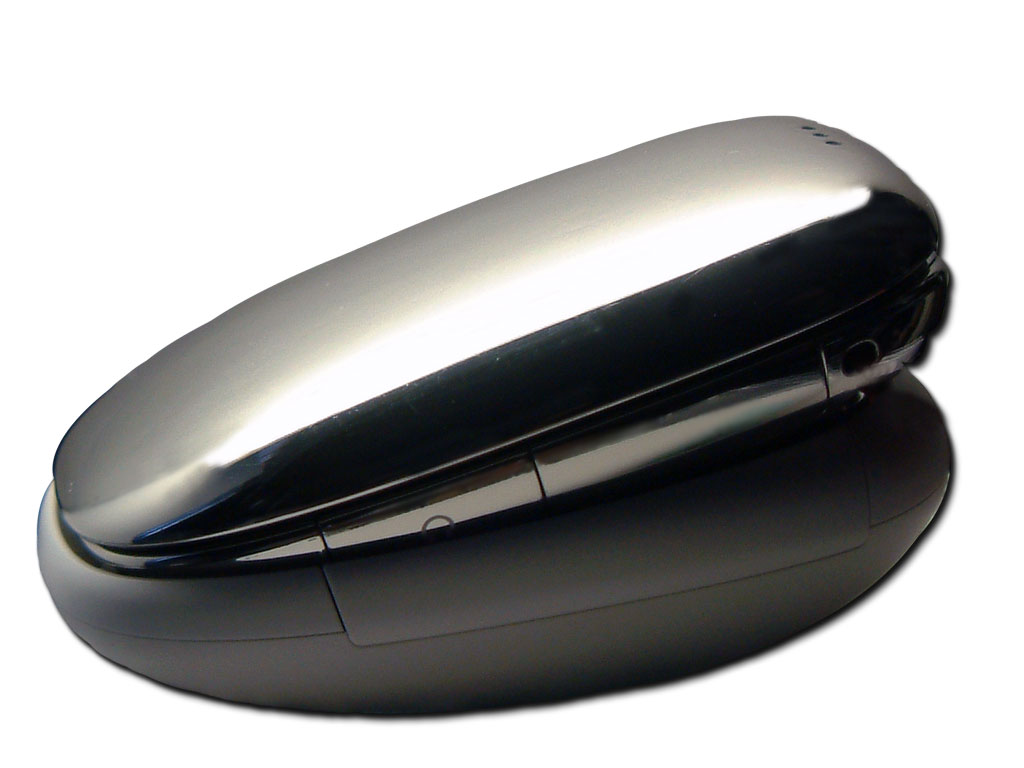
au PENCK（W31H） 携帯電話

#### 建設機械
日立建機の約51％を保有する株式26%分について、伊藤忠商事・日本産業パートナーズが共同出資するHCJIホールディングスに売却した。連結子会社から外れて持分法適用関連会社となる。

#### 金属
日立金属（現在：プロテリアル）を2023年に売却。

## 主な製品ブランド

### 現行製品
2019年4月の日立アプライアンス、日立コンシューマ・マーケティングの合併に伴い、日立ジョンソンコントロール空調が製造する「白くまくん」以外の個人向け家電は全て日立グローバルライフソリューションズの扱いとなった。家電製品については、同社の項目を参照のこと。
- FLORA（コーポレート向けパソコン）
かつてはコンシューマ向けも含むすべてのパソコンのシリーズ名であったが撤退。
- BladeSymphony（ブレードシンフォニー）（統合サービスプラットフォーム）
- HA8000（PCサーバ）
- SANRISE（サンライズ）（大型ストレージ）
- JP1（ジェイピーワン）（統合システム運用管理）
- Cosminexus（コズミネクサス）（統合システム構築基盤）
- HiRDB（ハイアールデービー）（リレーショナルデータベース管理システム）
- Entier（エンティア）（組み込みリレーショナルデータベース管理システム）
- Groupmax（グループマックス）（グループウェア）
- 企業間ビジネスメディアサービスTWX-21（企業間EC ASPサービス）
- キメクル（携帯電話待ち受けアプリ・情報配信サービス）
- GEMPLANET/WEBSKY（ジェムプラネット/ウェブスカイ）（生産管理パッケージ）
- A-train（エートレイン）（アルミニウムダブルスキン構体の鉄道車両）
- チリコン（肩掛け式クリーナー）

### 生産終了

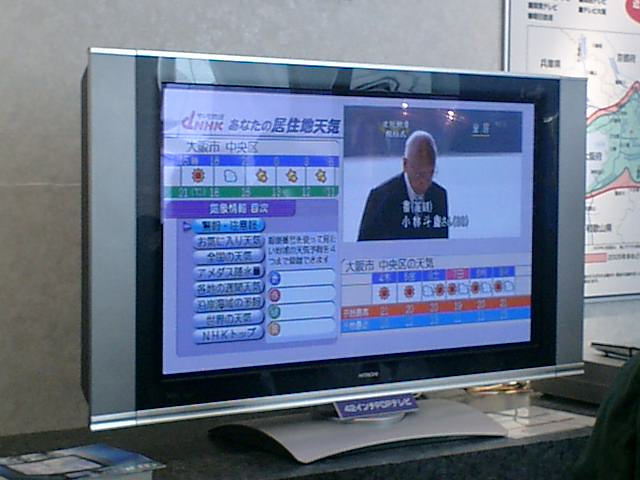
ALISプラズマテレビ

- 野菜中心蔵、冷凍鮮科、Theプロフリーザ（冷蔵庫）
- トップレディ、ICピッタリバック （冷蔵庫）
- 青空からまん棒、静御前（洗濯機）
- 栄養いきいき真空チルドV（冷蔵庫）
- フロストリサイクル冷却 ビッグ&スリム60（冷蔵庫）
「栄養いきいき真空チルドV」と「ビッグ&スリム60」計9機種は2009年4月20日、省エネ製品として売っていながら、実際にはその素材をほとんど使っていなかったとして景品表示法違反で排除命令が出された。また省エネルギーセンターの省エネ大賞授与も取り消された。以降、次モデルとなる「フロストリサイクル冷却 真空チルドS」の発売まで冷蔵庫のテレビ広告は放映されなかった。
- フロストリサイクル冷却 真空チルドS（冷蔵庫）
- フロストリサイクル冷却 真空チルドWワイド（冷蔵庫）
- インテリジェント真空保存 真空チルドi（冷蔵庫）
- スリープ保存 真空チルドSL（冷蔵庫）
- 真空チルドFS（冷蔵庫）
- ククレット （オーブン電子レンジ）
- ゴミパック（紙パック式クリーナー）
- 手モコン（紙パック式クリーナー）
- かるワザ（紙パック式クリーナー）
- ロボットサイクロン（サイクロン式クリーナー）
- ロボットパック（紙パック式クリーナー）
- チリコンポット（業務用クリーナー）
- 洗っとくわ、きらきら生活（食器洗い乾燥機）
- 湿気番（小型除湿機）
- ROTARY GLANZ（ロータリーグランゼット）（シェーバー）
- キドカラー、ポンパ、ONLINE、サテラ、革命児、Nextage、ガゼット（カラーテレビ）
- マスタックス、テープナビ（ビデオデッキ）、ピッコロ（CCDカラーカメラ）
- Wooo（プラズマテレビ・液晶テレビ・DVDレコーダー・BD/DVD/HDDビデオカメラ）
デジタルビデオカメラは系列の日立リビングサプライでも発売された。日立リビングサプライは日立本体が販売・製造していなかったデジタルカメラも販売されていた。
  - Woooケータイ（ワンセグ携帯電話）※ただし、すべての日立製ワンセグケータイが「Woooケータイ」というわけではない。
  - 記録メディア（日立マクセルの項目を参照）
- Lo-D（ローディ、オーディオ機器）
- パディスコ（ラジオカセットレコーダー）
- ベーシックマスター、S1（パーソナルコンピュータ）
- ワードパル、With Me（ワープロ専用機）
With Meはワープロとしては珍しい、プリンタを分離したものだった（一部にプリンタ一体型の機種も存在する）。
- ペルソナ（ハンドヘルドPC）
かつてはマスタックスのやや小さなVHSデッキのサブネームでもあった。
- Prius（コンシューマ向けパソコン）
かつてはFLORAの中のシリーズ名だった。
- はなれワザ（Hi8ビデオカメラ）
文字通り、カメラモジュールを離して自由なアングルで撮影することができた。
それ以前に発売されていたVHS-Cビデオカメラは「マスタックスムービー」と名付けられていた。ビデオレコーダーとしては1982年8月1日に「マスタックスミニ」VT-M1を発売[75]。のちに8ミリビデオに転向したが、「はなれワザ」以外の8ミリの機種には特にブランド名は付けられていなかった。
- クリスタレーン（規格型透明エスカレーター[76]）
- エスカレーン（規格型非透明エスカレーター）
- 日立マジックワンド
ハンディー型電気マッサージ器であるが欧米では性具としても販売されていた。現在では「Magic Wand」として販売されている。
- サンライン・ハイホワイト・ハイルミック・きらりUV（直管・環形蛍光灯）
- ナイスボールV（電球形蛍光灯）

## 広告

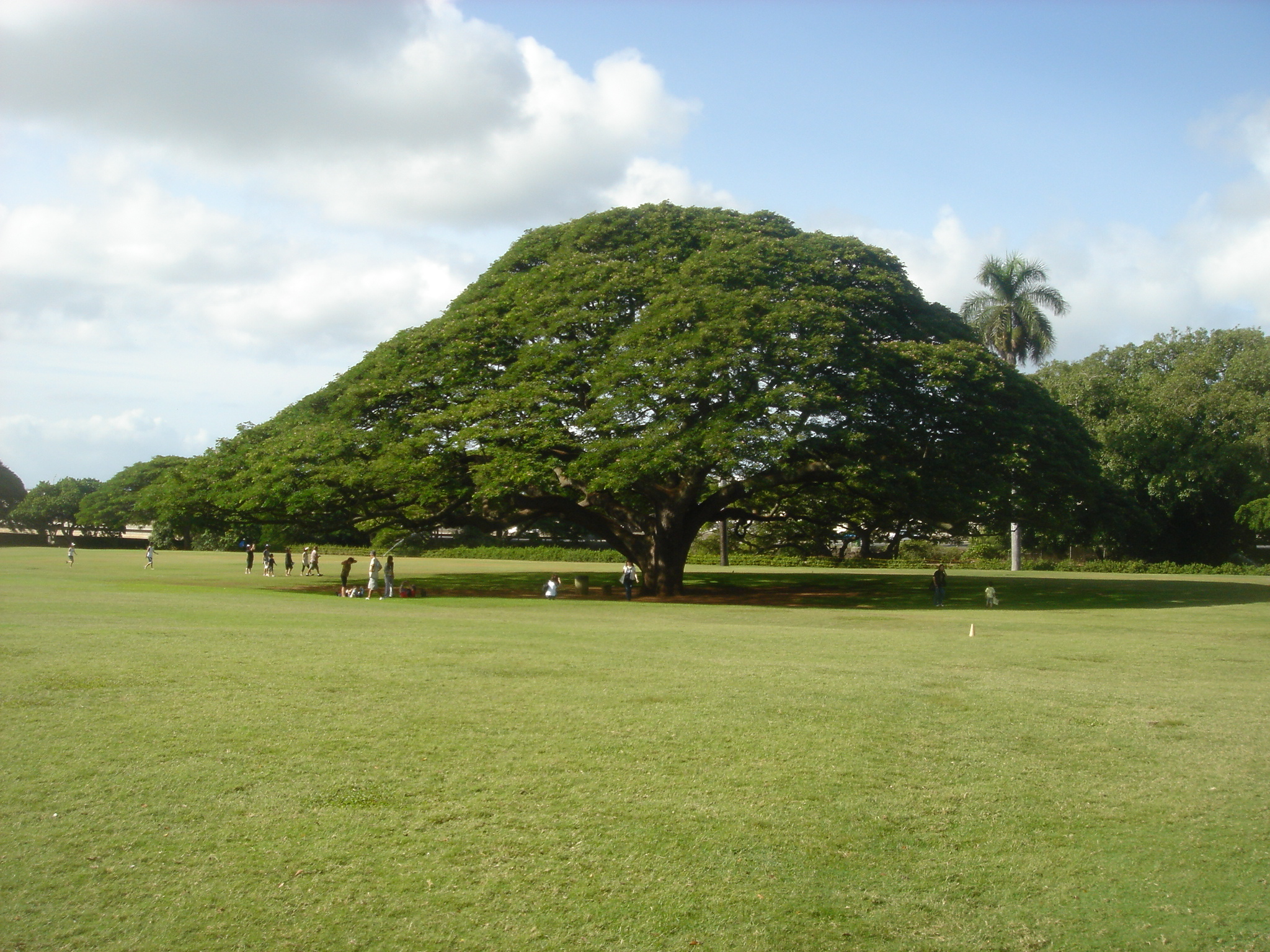
日立の樹（ハワイ・オアフ島、モンキーポッド）

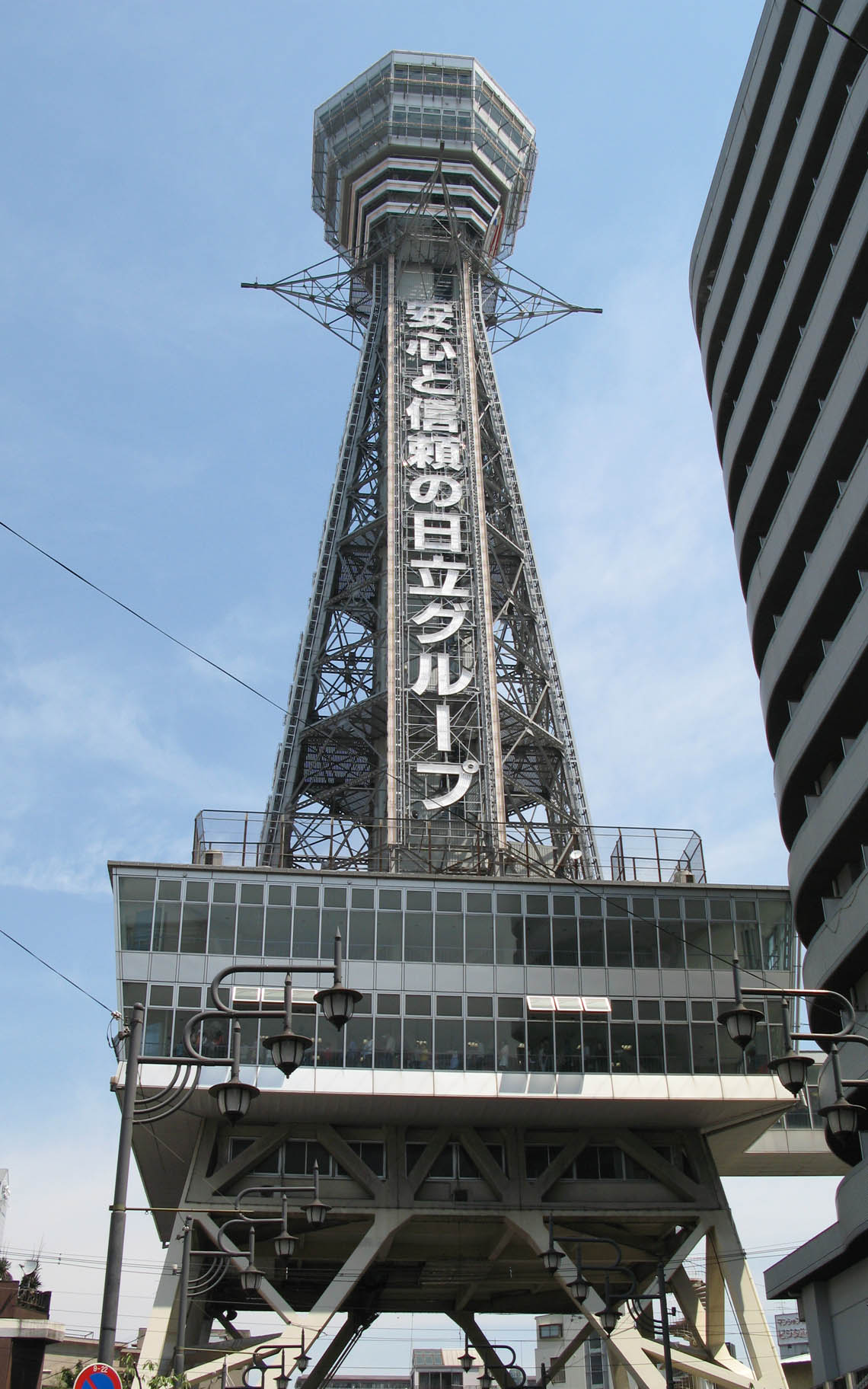
通天閣

グループCM「日立の樹」に用いられている「この木なんの木」で始まる曲は、伊藤アキラ作詞・小林亜星作曲によるものであり、実際にアメリカ合衆国ハワイ州のオアフ島に存在し、観光名所となっている。また以前は日立製作所の携帯電話には必ず「日立の樹」が着信メロディとして入っていたが、C451H（au）で一旦取りやめた。しかし、W41H以降「日立の樹」の着信メロディが復活している。
短期間（1960年代後半頃）だが、日立一社提供番組では「日立のうた-H.I.T.A.C.H.I. 日立」（作詞：峠三四郎・作曲：越部信義、歌：ダーク・ダックス）が使われていた。（なお、CMでは1968年までこの曲のインスト版が使われた）
大阪市では1957年7月より通天閣の巨大ネオンサインを掲出しており、2011年7月1日から約4か月間、ネオン管の大部分をLEDに取り替えることで消費電力量を従来に比べ約半分に削減するリニューアル工事を実施した（新しいネオンは2023年9月に点灯）。
ちなみに通天閣のエレベーターは完成当時日立製ではなかったが、2001年に日立製に取り替えられており、頂上に取り付けられているネオンサインに翌日の天気を表示するシステムも日立製である。通天閣では毎日正午に楽曲「日立の樹」が流される。
2014年1月には「グローバルブランドキャンペーン日立グループ元旦広告」にトンプソン・アイミを起用した。

### 日立社標（日立マーク）
日立社標（日立マーク、亀の甲マークは、「日」「立」のモノグラム社章、小平浪平が考案したもの）であり、家庭用の日立グループ製品では1968年から1991年上半期に発売されたものまでは「HITACHI」ロゴタイプの左側に日立社章を併記してあるロゴマークを使用していたが（1970年代までは「日立」ロゴと組み合わされたものもあった。日本国内の鉄道車両の車内銘板では1980年代前半まで日立マークと漢字で「日立」と書かれたものもあったほか、産業用の製品では筐体に日立マークのみを刻印したものもあった）、1991年下半期以降の製品は現行の「HITACHI」ロゴ単独表示のものに変更されており、一部製品ラベルなどを除き日立社章は製品自体では見られなくなった。エレベータや建設機械など産業用機器についても、日立社章は見られなくなった。
広告活動では2000年からの「Inspire the Next」と入れ替わる形で使用を取りやめ、通天閣などの広告からも取り外された。同時に日立グループ各社と日立社標の使用許諾契約を結んでグループ各社から使用料を徴収することとしたため、グループ各社からも日立社章は消えつつある。しかし現在でも日立グループ各社（ただし「日立」を冠したグループ各社）の社章であり、使用を継続している。また、日立製作所やグループ各社のスポーツチームでは、ユニフォームや帽子に日立マークがあしらわれていることもある。
なお、現在の「Inspire the Next」の表記は広告活動のみならず、日立製品の梱包箱や取扱説明書まで広範囲に用いられている。
嘗て、日立グループ各社や日立製品のロゴタイプとして「ナショ文字」のような独自の書体「日立文字」なるものが存在した。

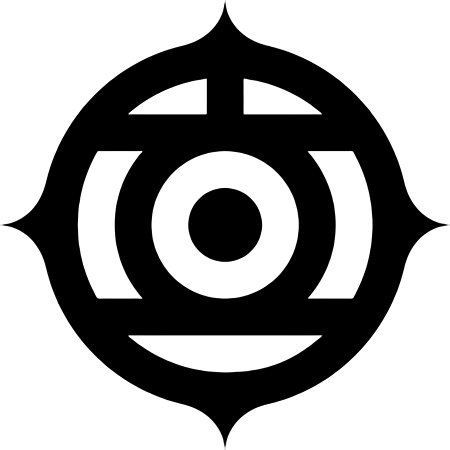
日立社標
社標とロゴの組み合わせ。1968年から1991年前半まで使用。
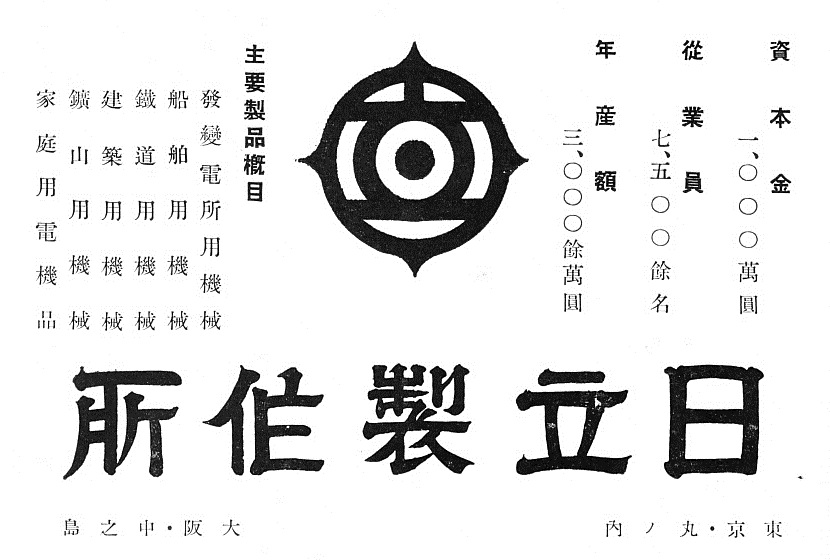
1930年代の広告。中央に日立社標が配置されている。

### キャッチフレーズ
システムの日立グループ1970年代 - 1986年3月
システムとエレクトロニクスの日立グループ1986年4月 - 2000年3月
Inspire the Next2000年4月 - ：「次の時代に新しい息吹を与える」の意。スポンサー番組の提供読みは「次の時代に新しい風を、日立（グループ）」（ただし「世界・ふしぎ発見!」は異なる）
上記以外にも、このようなキャッチフレーズも使用されている。
技術の日立1940年代 - 2000年3月：「システムとエレクトロニクスの日立グループ」制定以降は一部番組の提供クレジットなどで並行使用された。1991年の新CI導入まで「品質を大切にする」というキャッチフレーズもあった。
HINT1970年後半 - 1980年代後半：「HINT」は「日立新技術」を意味する英語の「HITACHI NEW TECHNOLOGY」の略（バクロニム）で、一般消費者向けの商品において「暮らしを豊かに、日立のヒント商品です」というコピーをCM最後のアイキャッチに導入していた（1980年に導入された初期はアニメ「ニルスのふしぎな旅」のキャラクター映像も挿入されていた）。1985年からはブルーバックを背に英文字だけで用いられるようになり、CM最後のアイキャッチが「日立のヒント商品です」というコピーのナレーションに変更された。
Humanication1980年代前半 - 1990年代前半：HINTと同じくパソコンや通信機器などの事務用品に用いられた。
くらし・刺激人、すごい・かんたん・きもちいい1989年 - 1997年：日立マーク併合時代は通天閣のモデルをイメージして、「くらし・刺激人」というキャッチフレーズをCM最後に導入。後に、1991年下半期から（to nature!）、さらに（すごい・かんたん・きもちいい）というキャッチフレーズが追加され、直後にサウンドロゴで締めるが、企業CM「日立ニュース」シリーズには使用されない。
Here,The Future1996年後半 - 2000年3月：CM広告のエンド部にサウンドロゴなどで使用（白物家電を除く）。
ずっと使うから1996年後半 - 2005年：「ずっと使うから、日立。」というコピーが定例で、主に白物家電で多用された。2004年頃においては30秒の広告後半に「ラクラク（使いやすさで選べば）」「エコ（エコロジーなのは）」「ナノテク（未来の機能を今日使う）」というフレーズで外人の女の子が白物家電のプレゼンを行っていた。その後白物家電は提供読み・サウンドロゴとも「Inspire the Next」に揃えられたが、現在でも掃除機や炊飯器などの一部製品の梱包箱には「ずっと使うから、日立のエコ」が記されている。
ホーム & ライフ ソリューション2000年 - 2003年：（ずっと使うから）に代わるキャッチフレーズで（H）上部に丸が2つ付いたあたかも2人が手を結んだ形のロゴとともに示されたが、間もなく廃止されて元に戻された。
Next Made In JAPAN2003年 - 2005年：新たなる日本でのものづくりをアピール。
つくろう。2005年 - ：「Next Made In JAPAN」から継承。
uVALUE2004年 - ：ユビキタス情報社会における価値創出と豊かな社会の実現を目指すとの想いからつくられたIT事業のブランド。後に「協創によってビジネスや社会のイノベーションに貢献する」という事業コンセプトの名称ともなる。
日立はすべてを、地球のために2008年 - ：日立グループは、地球環境を保全しながら持続可能な社会の実現することをめざし、製品により2025年までに年間1億トンのCO2排出抑制へ向けた取り組みを開始することを宣言。このキャッチフレーズを役者の佐藤浩市と宮沢りえを起用した広告で使っている。
日立はエコにたし算2010年 - 2018年：従来のエコだけを目標にするのではなく、家電の未来を描く新しい白物家電のスローガン。イメージキャラクターに嵐を起用すると共に、白物家電のアイテムごとに異なるメンバーを起用している。（サイクロン式クリーナー「2段ブーストサイクロン」：櫻井翔、タテ型洗濯乾燥機「ビートウォッシュ」：相葉雅紀、冷蔵庫「フロストリサイクル冷却 真空チルドWワイド」：二宮和也、ドラム式洗濯乾燥機「ビッグドラム」：大野智、エアコン「ステンレス・クリーン 白くまくん」：松本潤）2011年5月に個人広告の総集編（詳しくは後述）が放送された後、6月からマークのマイナーチェンジが行われ、レンジ「ヘルシーシェフ」を皮切りに、メンバー複数人が共演する広告も始まった。個人広告も複数人共演バージョンに順次リニューアルされ、その後も製品のモデルチェンジに連動して約1年周期で出演メンバーが入れ替わっており、2014年からは再びアイテム毎の個人出演となっている。
Social Innovation, It's Our Future2013年 - 、日立がグローバルで事業展開する社会インフラ事業を「社会イノベーション事業」と名付け、その活動をアピールする企業広告メッセージ。鉄道事業、水環境事業、エネルギー事業、ヘルスケア事業、IT事業を取り上げている。
Social Innovation, THE FUTURE IS OPEN TO SUGGESTIONS2016年 - 、「未来は、オープンだ。アイデアで変えられる。」日立の強みであるOT（制御技術）・IT（情報通信）を最大限に活用し、社会イノベーション事業を一層成長させるとともに、IoT時代のイノベーションパートナーとしてお客さまとの協創の加速をめざすメッセージ。
ハロー!ハピネス2018年 - 、前述する「日立はエコにたし算」の後継。
Social Innovation, is POWERING GOOD2020年 - 「世界を輝かせよう。」
下記のキャッチフレーズは海外で使用され、日本国内では一切使用しなかった。
A World Leader in Technology1980年代に一部海外での日立のCMに使用され、「(日立社標)HITACHI」の下部分に表示していた。
SCIENCE FOR THE SENSES
Even after it's yours, its still ours.上記同様に「(日立社標)HITACHI」の下部分に表示していた。
日立牌1980年代に中国での日立のCMに使用され、「日立牌（日立社標）HITACHI」で表示していた。

### サウンドロゴ
- 1974年 - 1978年3月：なし：冒頭に日立ロゴのキャッチを表示
- 1978年4月 - 1984年12月：なし：宇宙空間に日立ロゴのキャッチを表示。殆どのCMで、冒頭に「上手に使って 上手に節電」と表記される。
- 1985年1月 - 1988年前半：なし：金色→青色の背景に日立ロゴのキャッチを表示。企業CM「Interface」シリーズに限り、サウンドロゴは最後に表示される。
- 1988年後半 - 1997年：HITACHI（1991年を境に上記の日立社章の使用を廃止したがブラックバックにHITACHIロゴの下に青緑のラインが表示されるものであった。クインシー・ジョーンズが登場する場合は「日立のAV」で締めるため使用されないが、その直後にバックサウンドと「くらし・刺激人」で締める場合もあった。）
- 1996年後半 - 2000年3月：Here,The Future HITACHI（15秒CMの場合は、現在に至るまでHITACHIのみとなる）
- 2000年4月 - ：HITACHI Inspire the Next（初期は黒い背景に文字列が回転・集結してロゴを形成するサウンドロゴを用いていた。その後はCMごとに異なる背景を使用するなど、モチーフは何度か変更されているが、2008年からは日立の樹のモチーフが使用され、一部を除き変更がないまま最長となり、現在に至る。現在のサウンドロゴでは、日立ハイテク、日立ビルシステムも同様の使用である。ブランドデザインがリニューアルされた2025年3月より、30秒以上のバージョンについてもHITACHIのみとなった。）

### 現在放送中の提供番組

#### テレビ
- 2024年4月現在
  - Rising Reysol（千葉テレビ放送、日立グループ各社として協賛。一時期、レイソルの地元柏市にあるモラージュ柏と、千葉県に本社があるイオンとの複数社提供の時期あり。）
  - めざまし8（フジテレビ、2022年7月から白物家電主体で金曜日に提供している[注釈 13]。）

太字は、現在一社提供。提供番組は減少傾向にあり、複数社提供の場合は一時的（週替わり）にスポンサーになる場合が主で、それ以外はスポットCMでの放送が中心。

### かつて放送していた提供番組

#### テレビ
- 特別機動捜査隊（NET）[注釈 14]
- まんが日本昔ばなし（毎日放送）
- 走れ!ケー100（TBS）
- Holiday（TBS）
- 日立テレビシティ（TBS）
- 日立 世界・ふしぎ発見!（TBS、開始当初 - 1997年9月までは日立製作所のみだったが、1997年10月から最終回まで日立グループ各社として協賛）
- 日本テレニュース（日本テレビ）
- 鉄人28号（実写版）（日本テレビ）
- 日立ファミリーステージ 圭三ビッグプレゼント（日本テレビ）
- 日立ファミリーステージ おのろけ夫婦合戦（日本テレビ）
- 日立ファミリーステージ 圭三ミュージカルプレゼント（日本テレビ）
- スター登場（日本テレビ。前期のみ）
- 土曜グランド劇場（日本テレビ）[注釈 15]
- 土曜ドラマ（日本テレビ）[注釈 16]
- 日立ミュージックプレゼント 詩の灯
- 日本テレビ系列日曜19時台後半枠（「特ホウ王国」までは日立グループ単独協賛枠として提供、それ以降は日立製作所単独の提供枠として番組提供を行っていた）
  - 日立ドキュメンタリー すばらしい世界旅行
  - 紳助の日立地球トライアル
  - 日立 あしたP-KAN気分!
  - 投稿!特ホウ王国（1時間番組となるが、後半のみの一社提供は継続。当枠では最後の「日立の樹」放映番組。ここまでは「日立グループ」としての名義で協賛）[注釈 17]
  - だんトツ!!平成キング（同上、後半のみの一社提供は継続）
  - ザ!鉄腕!DASH!!（複数社提供。番組自体は1995年11月開始だが、ゴールデンタイム移行から2009年9月まで。番組自体は現在も継続中、現在は同業の三菱電機が提供）
- ぴったし カン・カン（TBS）[注釈 18]
- 金曜9時ドラマ (第1期)[注釈 19]
  - 赤いシリーズ（TBS）
- トップスターショー・歌ある限り（TBS）
- ザ・ベストテン（TBS）
- 音楽派トゥギャザー（TBS）
- TBS土曜20:00枠
  - TBS土曜8時枠の連続ドラマ（「逃亡者（海外版）」 -「結婚戦争ここ一番!」）
  - 8時だョ!全員集合（1972年頃まで）
- いい旅・日本（TBS）
- 金曜ドラマ（TBS・1990年ごろから1992年3月まで。番組自体は現在も継続中）
- 愛の劇場（TBS・花王一社提供時代のヒッチハイク。1990年頃・隔日）
- 星の詩（フジテレビ）
- フジテレビ木曜9時30分枠の連続ドラマ（フジテレビ。ただし最終作『おかしな夫婦』は関わらず）
- 平岩弓枝ドラマシリーズ（フジテレビ）
- フジテレビ月曜9時枠の連続ドラマ（フジテレビ・1989年10月から1996年9月まで。番組自体は現在も継続中）[注釈 20]
- ニュースJAPAN（フジテレビ（新潟総合テレビ除く）・隔日提供。2003年頃から2008年頃まで。）
- 水曜ドラマ（日本テレビ）[注釈 21]
- 天才!志村どうぶつ園（日本テレビ）
- クイズ!ヘキサゴンII（フジテレビ、一時期PTで同業のソニーもスポンサー。2011年3月まで、VS嵐に移動。2011年9月に打ち切り）
- VS嵐（フジテレビ、2011年4月 - 2016年9月。クイズ!ヘキサゴンIIより移動）
- 暴れん坊将軍などのテレビ朝日土曜夜8時枠時代劇（テレビ朝日）
- びっくりハンター〜運命の月曜日〜（テレビ朝日）
- ポカポカ地球家族（テレビ朝日）
- スピルバーグのアニメ タイニー・トゥーン（テレビ東京）
- さわやかゴルフ（テレビ東京）
- テクノマエストロ（フジテレビ）
- ポケットモンスター（テレビ東京）

#### ラジオ
- 日立ミュージック・イン・ハイフォニック→―ミュージック・イン→―HITACHI FAN! FUN! TODAY（ニッポン放送ほか）
- HITACHI CRESCENT TIME（ニッポン放送ほか）
  - 中山美穂 P.S. I LOVE YOU
  - 工藤静香 素敵にFeel So Good
  - 内田有紀 夜空にYOU KISS!
  - 森高千里STEP BY STEP
- 槇原敬之のHITACHI CLOSE TO YOU （TOKYO FM）
- LIVE! LIVE! LIVE!（TOKYO FM系列 当時のJFN系列に加盟していたエフエム富士もネットしていた。）
- 日立ハローサタデー（文化放送）
- ゴールデン・ワイド（TBSラジオ、1979年度 - 1982年度のナイターオフ期の金曜日に提供）

なお、2009年4月21日に日立グループの子会社日立アプライアンス製造の冷蔵庫において虚偽表記を行っていた事が発覚し公取委から景品表示法違反で排除命令（優良誤認）を受けた事からそれ以降暫くの間日立グループでは番組の提供を自粛しACジャパンのCMに差し替えた。その後5月初旬はお詫び広告を流し、『世界・ふしぎ発見!』は5月16日より通常CMを再開、複数社提供の番組では6月より通常CMを再開している。
また東日本大震災発生から1か月程も同様の措置が取られた。自粛の解除後、前述「エコにたし算」シリーズの総集編も兼ねた節電啓発CMが放送された。CM最後に流れるサウンドロゴにも「みんなで節電」が挿入され、15秒版ではサウンドロゴに代わってこちらが読み上げられる。

### 出演者
※50音順。
- 明石家さんま
- あき竹城
- 芦田愛菜：現行の「ハロー!ハピネス『そこで日立』編」
- 嵐
- 石原さとみ
- INSPi：2005年からの「日立の樹」のCMソング担当。
- 江角マキコ
- 王貞治
- 大塚寧々
- 奥菜恵
- 河合奈保子
- 樹木希林
- 菊池桃子
- 木梨憲武
- クインシー・ジョーンズ
- 楠田枝里子：企業CM「Interface」シリーズに出演。
- 黒木瞳
- 黒柳徹子
- 小堺一機
- 後藤久美子
- 佐藤浩市
- 陣内孝則
- 関根勤
- 瀬戸朝香
- セルゲイ・ブブカ
- 立木文彦：1988年の「Interface」シリーズのナレーションと2024年の「Action For a Sustainable Future」の日本語吹き替えを担当。何れも企業CMである。
- 田中好子
- 筒井道隆
- 当山ひとみ：1983年ごろ放映の企業広告のCMソング担当。
- 時任三郎
- 長瀬智也[注釈 25]
- 長嶋茂雄
- 中山美穂
- 野々村真
- 服部良一：1985年、企業CM「Interface」シリーズに出演。
- 原真祐美
- 細川たかし
- 細野晴臣：企業CM「Interface」シリーズに出演。
- 松坂慶子
- 松雪泰子
- 本木雅弘
- 森本レオ：1987年の企業CM「Interface」シリーズと1991年の「極美」のナレーションを担当。
- 柳家小さん
- 吉岡里帆

## 社会関係

### スポーツ事業

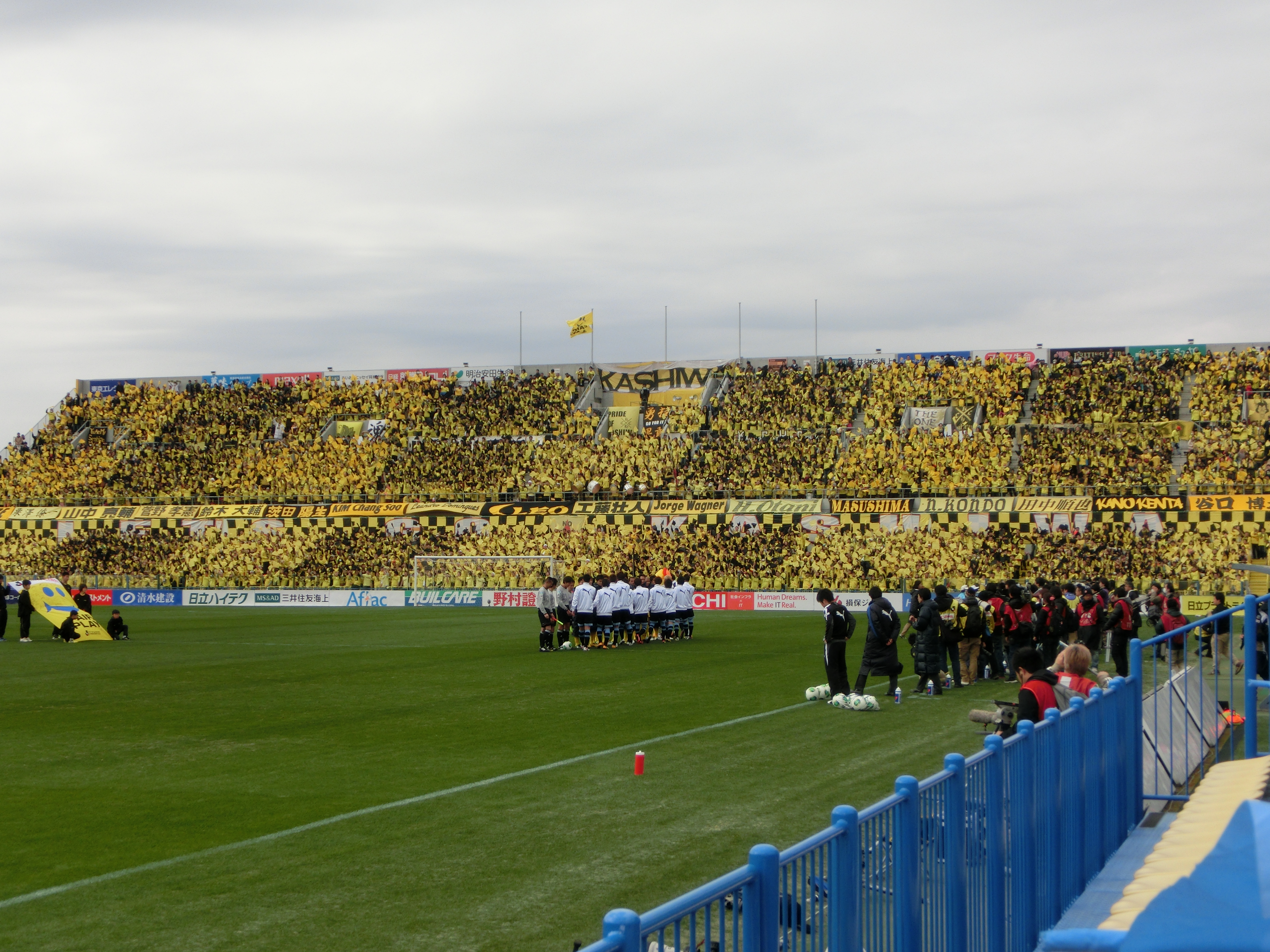
日立柏サッカー場

- 柏レイソル（Jリーグ）
1940年に創部された。日立製作所本社サッカー部が前身で現在も日立が大株主。ホームスタジアムの日立柏サッカー場は日立の敷地内にあるクラブ所有のスタジアムである。
- 日立製作所本社サッカー部（新）
現・レイソルとは別に本社のサッカー部が東京都社会人サッカーリーグに参加している。社業に専念してレイソルには入団しなかった選手や、日立本社に所属するサッカー愛好家による同好会。
- 日立製作所茨城サッカー部
- 日立製作所笠戸サッカー部
- Astemoリヴァーレ茨城（SVリーグ女子）
日立Astemo佐和事業所のバレーボール部（旧「日立佐和リヴァーレ」）で、かつての本社バレーボール部（日立ベルフィーユ）とは別の組織。
- 日立製作所硬式野球部（社会人野球）
- 日立製作所ラグビー部（トップイーストリーグDiv.2）
- 日立ハイテク クーガーズ（Wリーグ）
日立ハイテクノロジーズの女子バスケットボール部。
- 日立サンディーバ（JDリーグ）
前身はソフトウェア事業部の「日立ソフトウェア女子ソフトボール部」。ソフトボール日本代表選手のほかに斎藤春香監督も輩出している。
- 日立情報通信エンジニアリングバドミントン部（バドミントンS/Jリーグ）

#### かつて存在したチーム
日立グループでは、事業再編の一環としてスポーツ事業についても大幅に整理を行った。そのため、バレーボールを中心に廃部が相次いだ。
- 日立国分トルメンタ（バレーボール・Vリーグ男子）：廃部
- 日立ベルフィーユ（バレーボール・Vリーグ女子）：廃部
- 茂原アルカス（バレーボール・Vリーグ女子）：廃部
- 日立高崎→日立&ルネサス高崎（ソフトボール日本リーグ）：撤退
ルネサス テクノロジとの合同運営を経てルネサスの単独チームに移行。2015年にビックカメラに移管され「ビックカメラ高崎ビークイーン」として現存。
分社化する以前は「日立ソフトウェア」と並んで、同一法人の下に女子ソフトボールの有力チームが2チーム並存していた状態であった。
- 日立戸塚レパード（バスケットボール・Wリーグ）：廃部
- 日立甲府（バスケットボール・Wリーグ）：撤退、クラブチーム化
1999年に日立本体がチーム運営から撤退し「甲府クィーンビーズ」に改称。
ルネサス テクノロジの支援時期を経て、2009年以降は一般社団法人の運営するクラブチーム「山梨クィーンビーズ」として現存。
- 日立ハリケーンズ（アメリカンフットボール・Xリーグ）：撤退、クラブチーム化
2003年にルネサス テクノロジに運営移管・「ルネサスハリケーンズ」に改称後、2004年にクラブチーム化。
現在はルネサスとサンディスクがメインスポンサーとなり「ハリケーンズ」として現存。
- 日立栃木サッカー部（サッカー・JFL）：撤退、クラブチーム化
日立アプライアンスの実業団チーム。2006年にクラブチーム化して「栃木ウーヴァFC」(栃木U) に改称。2016年まで日立アプライアンスが同クラブのスポンサーになっていた。
2017年に関東リーグ降格。2018年に日本理化工業所がクラブ運営に参画、同年末に「栃木シティFC」に改称して現存。
- サンロッカーズ渋谷（Bリーグ）：売却
2000年に本社バスケットボール部（日立本社ライジングサン）・関西支社バスケットボール部（日立大阪ヘリオス）の統合で設立。2015年に運営母体を分社化。2022年9月にチーム運営会社の全株式並びに経営権をセガサミーホールディングスに売却されたが、現存。

#### 冠スポンサー
- 日立3ツアーズ選手権（ゴルフ、日本の男子レギュラー、男子シニア、女子の3大ツアーチーム対抗戦）
- 1988年 - 1997年はゴルフ日本シリーズの特別協賛を務めており、大会名も「ゴルフ日本シリーズ日立カップ」であった。

### 文化事業
- 日立評論
- ひたち (雑誌)
- HITACHI NOW
- どっきりドクター
- 和鋼博物館
- 鉄人28号（モノクロ：実写版）：第1話は日立製作所日立工場でロケが行われた。
- HANDSHAKING
- バブルへGO!! タイムマシンはドラム式
- 阪急電車 片道15分の奇跡

### その他
- 大阪国際女子マラソン：2012年大会の中継では後半の各社スポンサーとして提供。この時は大阪関連として珍しく最新版の鉄道関連技術（自動改札システム）のCMが流れていた。
- 全国高校サッカー選手権大会：1977年度 - 1989年度まで協賛。

## 不祥事・事故・労働問題
- 2008年1月18日（発表）：当社が東京消防庁より依頼を受けて、修理交換を行い、廃棄したビジネスPC（FLORAシリーズ）のHDDの一部が、その処理過程において誤って中古品量販店に流出していたことが1月14日までに判明したと発表した[86][87]。
- 2013年7月：職業安定法44条違反および労働者派遣法違反により、東京労働局より行政指導を受けた。
- 2014年5月：日立製作所社員による国立国会図書館情報の不正取得行為があったとして、国立国会図書館から発表があった[88][89]。
- 2015年9月：労働基準法第6条違反（中間搾取の罪）で刑事告訴され、起訴猶予となった。
- 2018年11月6日：日立製作所の男性社員（20代）が出向先の子会社で精神疾患を発症したのは、月100時間を超す時間外労働とパワーハラスメントが原因だとして、高岡労働基準監督署が労災認定した[90]。
- 2019年3月：同社とグループ会社10社に於いて、技能実習生に対し実習の必須業務を行わせなかったり、低賃金の作業に従事させるなどしていたとして、外国人技能実習機構から改善勧告を受けていたことが、新聞報道で判明[91]。
- 2020年3月28日：日立製作所の男性社員（50代）が、上司から退職を迫られ、パワハラを受けたとして、同社に約270万円の慰謝料を求めた訴訟の判決で、横浜地方裁判所は20万円の支払いを命じた[92]。

## 関連人物
- 雨宮清
- 大前研一
- 角田啓輔：卓球日本代表
- 千葉繁：俳優・声優、芸能界に入る前は横浜工場に勤務していた。
- 中村晃一郎：理事などを歴任[93]。
- 原田実：囲碁のアマチュア強豪棋士。入社の翌年に全日本アマチュア本因坊戦で優勝。
- 廣川裕司：日立製作所国際営業本部や Hitachi Data Systems（米国カリフォルニア）で働いていた。